# Касаґі (Кіото)

Каса́ґі (яп. 笠置町, かさぎちょう, МФА: [kasagʲi t͡ɕoː]?) — містечко в Японії, в повіті Сораку префектури Кіото.  Отримало статус містечка 1934 року. Площа становить 23,57 км². Станом на 1 жовтня 2017 року населення складало 1284  осіб, густота населення — 54,5 осіб/км².   